# Borja Valero
Borja Valero Iglesias, (ur. 12 stycznia 1985 w Madrycie) – hiszpański piłkarz, który występował na pozycji pomocnika.
Wychowanek Realu Madryt i następnie gracz Castilli – rezerw tego klubu. Od lata 2007 roku był zawodnikiem RCD Mallorca, natomiast rok później przeniósł się do angielskiego West Bromwich Albion. Został wówczas najdroższym piłkarzem w historii klubu - zarząd wyłożył za niego 4,7 mln funtów. W 2009 roku trafił na wypożyczenie do RCD Mallorca, a w 2010 roku został wypożyczony, a po roku wykupiony przez Villarreal CF. W 2012 roku został piłkarzem Fiorentiny.